# Michele Fedrizzi
Michele Fedrizzi (Trento, 21 maggio 1991) è un pallavolista italiano, schiacciatore della M&G.

## Carriera

### Club
Michele Fedrizzi nasce pallavolisticamente nelle giovanili della squadra della sua città, la Trentino. Negli anni successivi sale di categoria: prima in Serie C, poi in Serie B2 ed infine, nella stagione 2008-09 in B1. La sua prima presenza in Serie A1 avvenne alla ventiquattresima giornata della stagione 2008-2009, nella partita persa al PalaTrento contro Perugia.
Nella stagione 2009-10 viene inserito in prima squadra, impegnata sia in campionato che in Europa, rappresentando il quarto cambio nel ruolo di schiacciatore, conquistando i primi trofei in carriera: la Coppa Italia e la Champions League.
Nella stagione 2010-11 passa in prestito al Club Italia, con il quale disputa per due stagioni il campionato di Serie A2. Nel 2011, con la maglia dell'Under-20 della Trentino, vince la Junior League.
Nel stagione 2012-13 si trasfersice alla BluVolley Verona, sempre nel massimo campionato, prima di fare ritorno a Trento nell'annata seguente, dove si aggiudica lo scudetto 2014-15.
Nella stagione 2015-16 passa al Molfetta, mentre nell'annata successiva è al Padova, entrambe in Superlega. Per il campionato 2017-18 si accasa all'Emma Villas di Siena, in serie cadetta, con cui ottiene la promozione in Superlega, categoria dove milita nella prima parte della stagione successiva con lo stesso club; nel dicembre 2018 è nuovamente in Serie A2 proseguendo l'annata 2018-19 nella Marconi di Spoleto. Milita nella stessa categoria anche per la stagione successiva con la Peimar di Calci.
Nell'annata 2020-21 si trasferisce in Francia per vestire la maglia del Nantes, militante in Ligue A, mentre in quella successiva rientra in Italia, firmando per la Lupi Santa Croce, in Serie A2, dove milita anche nella stagione 2022-23, ma con la Callipo, con la quale conquista la Coppa Italia di categoria e la Supercoppa italiana di Serie A2, e in quella successiva con la M&G, con cui conquista la promozione in Superlega, dove milita con lo stesso club nell'annata 2024-25.

### Nazionale
Con la nazionale Under-19 si aggiudica il Torneo 8 Nazioni 2008.
Nell'estate 2013 prende parte alla spedizione della Nazionale maggiore alle Final Six di World League di Mar del Plata in Argentina, terminando la spedizione azzurra con la conquista della medaglia di bronzo.

## Palmarès

### Club
- Campionato italiano: 1

2014-15
- Coppa Italia: 1

2009-10
- Supercoppa italiana: 1

2013
- Coppa Italia di Serie A2: 1

2022-23
- Supercoppa italiana di Serie A2: 1

2023
- Champions League: 1

2009-10

### Nazionale (competizioni minori)
- Torneo 8 Nazioni 2008